# Lake Wapiti
Der Lake Wapiti ist ein Gebirgssee im Southland District der Region Southland auf der Südinsel von Neuseeland.

## Geographie
Der See befindet sich rund 8,2 km nordnordwestlich des South West Arm des Lake Te Anau und rund 9 km südsüdöstlich des South West Arm des Te Houhou / George Sound. Auf einer Seehöhe von 893 m erstreckt sich der Lake Wapiti über eine Länge von rund 1,55 km in Südwest-Nordost-Richtung und misst an seiner breitesten Stelle rund 900 m in Nordnordwest-Südsüdost-Richtung. Bei einer Flächenausdehnung von 83 Hektar umfasst die Länge seines Seeufers rund 4,6 km.
Gespeist wird der See von verschiedenen kleinen Gebirgsbächen, wogegen der Abfluss an seinem südlichen Ende über den Campbell Creek in den Doon River erfolgt.

## Wapiti-Hirsche
Die Gegend um den See herum war im Jahr 1905 der erste Ort in Neuseeland, an dem die Wapiti ausgesetzt wurden.